# 哥德尔、埃舍尔、巴赫
《哥德尔、埃舍尔、巴赫：集異璧之大成》（Gödel, Escher, Bach: an Eternal Golden Braid），是一本贏得普立茲獎的書。它是侯世達的著作，由Basic Books出版社在1979年出版的。這本書的二十周年版本在1999年發行，而且由侯世達加上新的前言。《集異璧之大成》（ISBN 7-100-01323-2）是商务印书馆在1996年出版的根据1995年英文版翻译的中文版。本书的英文副标题意译为“一条永恒的金带”，其首字母与哥德尔、埃舍尔、巴赫三人的英文名字首字母GEB相同，而商务印书馆中文译本的副标题中的“集異璧”则与GEB谐音。
本书一共有两篇，上篇译为“集异璧 GEB”，下篇译为“异集璧 EGB”。
本書主要講述了邏輯學家库尔特·哥德尔，藝術家莫里茨·科内利斯·埃舍尔，和作曲家约翰·塞巴斯蒂安·巴赫的创造性的成就怎樣交織在一起。正如作者所說：“我認識到，哥德尔、埃舍尔和巴赫只是用不同的方式來表達一样相同的本質。我嘗試重現這种本質而寫出這本書。”
此書在深层次上并非研究這三個人。那只不過是通往該書中心主題的其中一條路——侯世達在序言指出：“到底文字和思想是否依從俱形式的規則？這正是此書的中心問題。”（Do words and thoughts follow formal rules, or do they not? That problem is the problem of this book.）